# 马骡
马骡，骡子的一种。由母马与公驴交配所产生的后代，並不具有生殖能力。具有杂种优势，体型若马。身体较大，耳朵较小，尾部的毛蓬松。力大且寿命长于马或驴。